# اکبرپورکلان
اکبرپورکلان (به انگلیسی: Akbarpur Kalan) یک منطقهٔ مسکونی در هند است که در Jalandhar district واقع شده‌است.